# Universe (minialbum)
Universe – szósty minialbum grupy EXO, wydany 26 grudnia 2017 roku przez wytwórnię SM Entertainment. Minialbum promowała piosenka o tym samym tytule.
Sprzedał się w nakładzie 549 295 egzemplarzy w Korei Południowej (stan na maj 2018 r.).

## Lista utworów
| CD | CD                                                              | CD                    | CD                                                                  | CD                                                                  | CD      |
| Nr | Tytuł utworu                                                    | Tekst                 | Kompozycja                                                          | Aranżacja                                                           | Długość |
| -- | --------------------------------------------------------------- | --------------------- | ------------------------------------------------------------------- | ------------------------------------------------------------------- | ------- |
| 1. | „Universe”                                                      | Yoon Sa-ra            | Hyuk Shin, Mrey, JJ Evans, Jeff Lewis                               | Hyuk Shin, Mrey                                                     | 4:24    |
| 2. | „Wéi xīn dǎoháng (Universe)” (chn. 为心导航 (Universe))         | Xiao Han              | Hyuk Shin, Mrey, JJ Evans, Jeff Lewis                               | Hyuk Shin, Mrey                                                     | 4:24    |
| 3. | „Jinagal Teni (Been Through)” (kor. 지나갈 테니 (Been Through)) | Park Ji-hee, JQ       | Mike Woods, Kevin White, Brandyn Burnette, Molly Moore, MZMC, Heavy | Rice n' Peas                                                        | 3:38    |
| 4. | „Stay”                                                          | JQ, Lee Ji-hye, Sik-K | Cathy Dennis, Robert Gerongco, Samuel Gerongco, Terence Lam         | Robert Gerongco, Samuel Gerongco, Terence Lam                       | 3:51    |
| 5. | „Fall”                                                          | JQ, Mola, MQ          | Mike Woods, Kevin White, Andrew Bazzi, MZMC                         | Rice n' Peas                                                        | 3:27    |
| 6. | „Good Night”                                                    | Hyun Ji-won, JQ       | Mike Woods, Kevin White, Micah Powell, MZMC                         | Rice n' Peas                                                        | 3:31    |
| 7. | „Lights Out” (wyk. Suho, Baekhyun, Chen i D.O.)                 | Kim Jong-dae          | Bane Scott, Ryu, Andrew "fiction." Holyfield, Jason "Arner" Housman | Bane Scott, Ryu, Andrew "fiction." Holyfield, Jason "Arner" Housman | 3:06    |
| 8. | „Universe” (CD version)                                         | Yoon Sa-ra            | Hyuk Shin, Mrey, JJ Evans, Jeff Lewis                               | Hyuk Shin, Mrey                                                     | 4:24    |

## Notowania
| Lista                                | Najwyższa pozycja |
| ------------------------------------ | ----------------- |
| Gaon Weekly Albums Chart             | 1                 |
| Gaon Monthly Albums Chart            | 1                 |
| Gaon Yearly Albums Chart (2017)      | 6                 |
| Oricon Weekly Albums Chart           | 8                 |
| Billboard Japan Hot Albums           | 8                 |
| Five Music (Tajwan)                  | 1                 |
| Billboard World Albums               | 2                 |
| French Download Albums (SNEP)        | 73                |
| New Zealand Heatseeker Albums (RMNZ) | 8                 |